# Natație la Jocurile Olimpice de vară din 2020 - 200 m fluture (feminin)
Proba de 200 de metri fluture feminin de la Jocurile Olimpice de vară din 2020 a avut loc în perioada 27-29 iulie 2021 la Tokyo Aquatics Centre.

## Recorduri
Înaintea acestei competiții, recordurile mondiale și olimpice erau următoarele:
| Record  | Atlet              | Timp    | Loc                    | Data              |
| ------- | ------------------ | ------- | ---------------------- | ----------------- |
| Mondial | Liu Zige (CHN)     | 2:01,81 | Jinan, China           | 21 octombrie 2009 |
| Olimpic | Jiao Liuyang (CHN) | 2:04,06 | Londra, Marea Britanie | 1 august 2012     |

## Program
Orele sunt ora Japoniei (UTC+9) 
| Data                    | Timp  | Etapă      |
| ----------------------- | ----- | ---------- |
| Marți, 27 iulie 2021    | 19:25 | Calificări |
| Miercuri, 28 iulie 2021 | 10:57 | Semifinale |
| Joi, 29 iulie 2021      | 11:28 | Finala     |

## Rezultate

### Calificări
Înotătoarele cu cei mai buni 16 timpi au avansat în semifinale.
Întrucât Katinka Hosszú s-a retras înainte de desfășurarea probei, toate cele 16 înotătoare au primit garanția că s-au calificat în semifinale. Deși regulamentele FINA ar fi permis ca această fază să nu se mai desfășoare și să se treacă direct la semifinale, s-a decis să se păstreze programul original.
| Loc | Serie | Culoar | Înotător          | Țară                       | Timp    | Note |
| --- | ----- | ------ | ----------------- | -------------------------- | ------- | ---- |
| 1   | 3     | 4      | Zhang Yufei       | China                      | 2:07,50 | C    |
| 2   | 2     | 4      | Hali Flickinger   | Statele Unite ale Americii | 2:08,31 | C    |
| 3   | 1     | 5      | Yu Liyan          | China                      | 2:08,36 | C    |
| 4   | 1     | 4      | Regan Smith       | Statele Unite ale Americii | 2:08,46 | C    |
| 5   | 3     | 5      | Boglárka Kapás    | Ungaria                    | 2:08,58 | Q    |
| 6   | 1     | 6      | Svetlana Chimrova | COR                        | 2:08,84 | C    |
| 7   | 3     | 3      | Laura Stephens    | Marea Britanie             | 2:09,00 | C    |
| 8   | 2     | 6      | Alys Thomas       | Marea Britanie             | 2:09,06 | C    |
| 9   | 2     | 3      | Brianna Throssell | Australia                  | 2:09,34 | C    |
| 10  | 2     | 2      | Helena Bach       | Danemarca                  | 2:09,37 | C    |
| 11  | 3     | 6      | Franziska Hentke  | Germania                   | 2:09,98 | C    |
| 12  | 1     | 2      | Defne Taçyıldız   | Turcia                     | 2:10,00 | C    |
| 13  | 1     | 3      | Suzuka Hasegawa   | Japonia                    | 2:10,43 | C    |
| 14  | 3     | 2      | Ana Monteiro      | Portugalia                 | 2:11,45 | C    |
| 15  | 3     | 7      | Remedy Rule       | Filipine                   | 2:12,23 | C    |
| 16  | 2     | 7      | Julimar Ávila     | Honduras                   | 2:15,36 | C    |
| 17  | 2     | 5      | Katinka Hosszú    | Ungaria                    | NS      |      |

### Semifinale
Înotătoarele cu cei mai buni 8 timpi au avansat în finală.
| Loc | Serie | Culoar | Înotător          | Țară                       | Timp    | Note |
| --- | ----- | ------ | ----------------- | -------------------------- | ------- | ---- |
| 1   | 2     | 4      | Zhang Yufei       | China                      | 2:04,89 | C    |
| 2   | 1     | 4      | Hali Flickinger   | Statele Unite ale Americii | 2:06,23 | C    |
| 3   | 2     | 3      | Boglárka Kapás    | Ungaria                    | 2:06,59 | C    |
| 4   | 1     | 5      | Regan Smith       | Statele Unite ale Americii | 2:06,64 | C    |
| 5   | 2     | 5      | Yu Liyan          | China                      | 2:07,04 | C    |
| 6   | 2     | 2      | Brianna Throssell | Australia                  | 2:08,41 | C    |
| 7   | 1     | 3      | Svetlana Chimrova | COR                        | 2:08,62 | C    |
| 8   | 1     | 6      | Alys Thomas       | Marea Britanie             | 2:09,07 | C    |
| 9   | 2     | 1      | Suzuka Hasegawa   | Japonia                    | 2:09,42 |      |
| 10  | 2     | 6      | Laura Stephens    | Marea Britanie             | 2:09,49 |      |
| 11  | 1     | 1      | Ana Monteiro      | Portugalia                 | 2:09,82 |      |
| 12  | 1     | 2      | Helena Bach       | Danemarca                  | 2:10,05 |      |
| 13  | 2     | 7      | Franziska Hentke  | Germania                   | 2:10,89 |      |
| 14  | 1     | 7      | Defne Taçyıldız   | Turcia                     | 2:11,27 |      |
| 15  | 2     | 8      | Remedy Rule       | Filipine                   | 2:12,89 |      |
| 16  | 1     | 8      | Julimar Ávila     | Honduras                   | 2:16,38 |      |

### Finala
| Loc | Culoar | Înotătoare        | Țară                       | Timp    | Note           |
| --- | ------ | ----------------- | -------------------------- | ------- | -------------- |
| 1   | 4      | Zhang Yufei       | China                      | 2:03,86 | Record olimpic |
| 2   | 6      | Regan Smith       | Statele Unite ale Americii | 2:05,30 |                |
| 3   | 5      | Hali Flickinger   | Statele Unite ale Americii | 2:05,65 |                |
| 4   | 3      | Boglárka Kapás    | Ungaria                    | 2:06,53 |                |
| 5   | 1      | Svetlana Chimrova | COR                        | 2:07,70 |                |
| 6   | 2      | Yu Liyan          | China                      | 2:07,85 |                |
| 7   | 8      | Alys Thomas       | Marea Britanie             | 2:07,90 |                |
| 8   | 7      | Brianna Throssell | Australia                  | 2:09,48 |                |